# Hermine Schröder
Hermine Schröder (ur. 12 lutego 1911 w Ludwigshafen am Rhein, zm. 9 sierpnia 1978) – niemiecka lekkoatletka, która specjalizowała się w pchnięciu kulą.
W 1938 roku została pierwszą w historii mistrzynią Europy w pchnięciu kulą osiągając w Wiedniu rezultat 13,29. Dwukrotnie zdobywała złote medale mistrzostw Niemiec (1932 i 1933).